# توران بلوچستان
توران، یا طوران (در کتیبه شاپور یکم: تورستان، نام پیشین شهرستان خضدار)، ناحیه‌ای که جغرافیانویسان نخستین سده‌های اسلامی آن را در شمار نواحی سرزمین سند دانسته‌اند. این ناحیه تقریباً منطبق با خان‌نشین کلات در بلوچستان سابق انگلیس بوده‌است و امروزه مشتمل بر بیشتر اراضی شهرستان کلات در استان بلوچستان پاکستان است. نام این سرزمین شاید با نام توران در حماسه‌های ملی ایران پیوندی داشته باشد. با توجه به اینکه خاستگاه بسیاری از داستان‌های اساطیری و حماسه‌های ملی ایران، سیستان، در همسایگی این ناحیه بوده‌است، این گمان را تقویت می‌بخشد که شاید توران را مهاجمان تورانی آسیای میانه به وجود آورده باشند توماشک معتقد بود که این نام احتمالاً از اصطلاح ایرانی "توران" به معنای «سرزمین خصمانه و غیرایرانی» گرفته شده است. این نام معمولاً در حماسه ملی ایران برای سرزمین‌های آن سوی خراسان و رودخانه آمودریا به کار می‌رفت، که بعدها به عنوان خانه ترکان و سایر اقوام غیرایرانی شناخته شد.

## توران پیش از اسلام
اولین باری که در تاریخ نام توران دیده می‌شود مربوط به رویدادهای سال‌های آغازین پادشاهی اردشیر بابکان (سل‍ ۲۲۶–۲۴۱م) است که به گفته طبری، پادشاه توران پس از پیروزیهای اردشیر بر فرمانروایان محلی قلمرو پارتیان، اطاعت او را گردن نهاد. هرتسفلد معتقد بود که این شاهزادگان ابتدا تحت سلطه سکاها بودند و تسلیم آنها به اردشیر نتیجه فتح سکستان (= سیستان) توسط این پادشاه بود.

## توران در منابع اسلامی
در دورهٔ فتوحات اسلامی در سرزمین سند نیز به صراحت از توران در منابع تاریخی نامی برده نشده‌است. بلاذری هیچ ذکری از نام توران نمی‌کند. منابع جغرافیایی سده‌های ۳ و۴ق آگاهیهای بیشتری از وضعیت توران به دست داده‌اند. این دسته از منابع عموماً توران را ناحیه‌ای از سرزمین سند برشمرده‌اند و آنجا را ناحیه‌ای پرنعمت با چهارپایان بسیار وصف کرده‌اند که در آن انگور، انار و دیگر میوه‌های سردسیری فراوان به دست می‌آمده‌است و شهرهای قزدار، شوره (سوره)، کیزکانان (کیجکانان)، محالی (مجاک) و سیوی از شهرهای تابع آن ناحیه بوده‌اند. در میان جغرافی‌نویسان سده‌های ۳ و ۴ق، مقدسی آگاهیهای سودمندتری نسبت به دیگر نویسندگان این دوره دربارهٔ توران به دست می‌دهد.
- به گزارش طبری عربها در ۲۳ق/۶۴۴م به فرماندهی حکَم بن عمرو تغلبی به روزگار خلافت عمر، مکران در همسایگی توران را به جنگ گشودند؛ اما به دستور عمر از آن سرزمین پیش‌تر نراندند؛ تا آنکه در اواخر سال ۳۸ و اوایل ۳۹ه‍.ق/۶۵۸م به هنگام خلافت علی، حارث بن مرهٔ عبدی داوطلبانه و با اجازه علی به همراه گروهی برای دستیابی به غنایم، در آن سوی مکران (توران) به تاخت و تاز پرداخت.[۱۲]
- به گفته بلاذری، به هنگام امارت زیاد بن ابیه (حک‍ ۴۵–۵۳ ق) به روزگار خلافت معاویه بن ابوسفیان، سنان بن سلمه پس از کشته شدن راشد بن عمرو جُدیدی در جنگ - که از جانب زیاد بن ابیه مأمور فتح بلاد سند بود - زمام کار را به دست گرفت و قُزدار (قصدار)، پایتخت توران را به صلح گشود؛ اما مردم آنجا پیمان شکستند. سپس زیاد بن ابیه، منذر بن جارود عبدی را به فتح دوبارهٔ آنجا گسیل داشت. منذر، قزدار را این بار به جنگ گشود و از مردم آنجا اسیرانی گرفت. ظاهراً این چیرگی عربها بر آنجا قطعی نبوده‌است؛ زیرا حجاج بن یوسف ثقفی والی عراق (حک‍ ۷۵–۹۵ق)، درصدد فتح دوبارهٔ آن سرزمین برآمد. او نخست سعید بن اسلم بن زُرعهٔ کلابی و سپس مُجّاعة بن سعر تمیمی را به همین منظور به حکومت مکران گمارد. سعید بن اسلم در این کار ناکام ماند؛ اما مجاعه در تهاجمات خود توانست قندابیل (از توابع ناحیهٔ توران) را بگشاید. سپس محمد بن قاسم پس از او فتح آن سرزمین را تکمیل کرد.[۱۳]
- ابن حوقل مرکز توران را شهری به همین نام با قلعه‌ای در آن گزارش کرده که شخصی به نام ابوالقاسم بصری بر آن امارت داشته‌است. وی از قزدار جداگانه یاد کرده، و آن شهر را تحت فرمان شخصی به نام معتز (مُغیر) بن احمد دانسته‌است که در کیزکانان اقامت داشته، و خطبه به نام خلیفهٔ عباسی می‌خوانده‌است[۱۴] بنابر نوشته ابن حوقل، طوران در فاصله ۱۵ مرحله‌ای از منصوره، پایتخت استان سند اسلامی قرار گرفته‌است.[۱۵]
- اصطخری از قزدار (قصدار) به عنوان شهر مرکزی ناحیهٔ توران نام برده‌است، اما همچون ابن‌حوقل کیزکانان را اقامتگاه معتز (مغیر) بن احمد حاکم آن دیار دانسته است.[۱۶]
- مقدسی افزون بر فهرست شهرهایی که دیگران ارائه داده‌اند، از شهرهای قَندَبیل، بجثرد، جثرد، بکانان، خوزی، رُستا کهن، رستاق رود، موردان، رستاق، ماسکان و کهرکور نیز در شمار شهرهای تابع ناحیهٔ توران یاد می‌کند. به نوشتهٔ همو قزدار مرکز ناحیهٔ توران شهری مشتمل بر دو محله در دو سوی خشکه‌رودی بدون پل با خانه‌هایی از گل بوده‌است. در یک محله، سرای فرمانروا و دژ واقع بوده‌است و در محلهٔ دیگر به نام بودین، سوداگران منزل داشته‌اند و بازرگانان از خراسان، فارس، کرمان و شهرهای هند برای دادوستد به آنجا آمدوشد می‌کرده‌اند، اما آب شهر بد و ناگوار بوده‌است. به گزارش مقدسی ناحیهٔ توران به سبب واقع بودن بر سر راه‌های بازرگانی‌ای که نواحی داخلی ایران را به هند مربوط می‌ساخت، از رونق اقتصادی برخوردار بود. از هر بار شتر که به توران می‌آمد یا از آنجا بیرون می‌رفت، ۶ درهم، و از هر برده به هنگام ورود ۱۲ درهم و برای هر بار شتر که از هند وارد می‌شد، ۲۰ درهم و اگر از نواحی سند بود، به نسبتی از بهایش و از هر پوست دباغی شده نیز یک درهم عوارض گرفته می‌شد و درآمد حاصل از این عوارض، سالانه به یک میلیون درهم می‌رسید[۱۷] مقدسی، قزدار و کیکانان را در هشتار فرسخی از منصوره ذکر کرده‌است. کیزکانان، احتمالاً بایستی محل سابق شهر کلات بوده‌است.[۱۸]
- سمعانی از فقیهی اهل قصدار به نام ابومحمد جعفر بن الخطاب قصداری یاد کرده که در بلخ اقامت داشته، و به زهد و تقوا مشهور بوده‌است[۱۹]
- یاقوت توران را از نواحی سند برشمرده،[۲۰] و از قصدار به عنوان مرکز آن نام برده‌است. او به جز این توران، از ناحیه‌ای در مداین و روستایی در هرات به همین نام نیز یاد کرده‌است[۲۱][۲۲] زمانی که یاقوت در بلدان، به‌طور مختصر، طوران را یکی از کوره‌های سند معرفی می‌کند و قصبه آن را قزدار معرفی می‌کند، احتمالاً از اطلاعات قدیمی، به جای اطلاعات معاصر خودش بهره گرفته‌است.[۲۳]
- در انتهای قرن دهم، نویسنده کتاب حدودالعالم، هنوز نام طوران را می‌دانست. او شهر محالی (؟)، قسذان، قصدار، کیجکانان (شهر حاکم) و شوره را ذکر کرده و قسمتی از مردمش را مسلمان و قسمتی دیگر را کافر (گبرکان: زرتشتی یا پیروان مذاهب هندی) توصیف کرده‌است.[۲۴]

## موقعیت شهرهای توران
موقعیت کیزکانان، محل اقامت معین بن احمد (رئیس توران به گفته اصطخری، یا رئیس کزدار به گفته ابن حوقل)، ناشناخته است. مارکوارت، کیزکانان را با کیکان (مقایسه کنید با بلاذری) مرتبط دانست و آن را در کلات جستجو کرد. در این صورت، کیزکانان، همان قصبه توران است. سرزمینی بین کیزکانان و قندابیل، که توسط بودها ساکن شده و دارای تاکستان بود، به نام رئیس خود، ایل (یا اتل؟) نامیده می‌شد. اصطخری و ابن حوقل از جمله مکان‌های مسکونی در توران، از مجک، کیزکانان، سیوی و خضدار نام برده‌اند.
- ابن حوقل می‌گوید که توران دره‌ای است با یک شهر مستحکم (قصبه) که آن هم توران نامیده می‌شد و در مرکز آن قلعه‌ای (حصن) به فرماندهی شخصی به نام ابوالقاسم بصری قرار داشت. او همچنین کزدار را جدا از قصبه همنام آن ذکر می‌کند. کزدار شهر (تجاری؟) توران بود و «یک ناحیه و چندین شهر» داشت. شخصی به نام مغیر (یا معین یا معتز) بن احمد، کزدار را تصرف کرده بود و فقط اقتدار مستقیم خلیفه عباسی را به رسمیت می‌شناخت.[۲۹]
- شهر قندابیل ۵ فرسخ از قزدار فاصله دارد، بیرون توران واقع شده و مرکز ناحیه بودا است. این شهر در محیطی مسطح واقع شده و با نام گنداوه (۷۵ مایلی شمال شرقی قزدار در شمال سند، در ارتفاع ۳۱۴ فوتی از سطح دریا واقع است) شناخته شده‌است[۳۰]
- جغرافی دانان قرن ۴ ه‍.ق / ۱۰ م شهر قزدار (خصدار) را همراه با کیزکانان و قیکان ذکر کرده‌اند و آن را در ۸۰ فرسخی از شهر المنصوره در سند ذکر کرده‌اند[۳۱]
- یاقوت، توران (قصبه آن خضدار است و دارای چندین روستا است) را از جمله نواحی سند می‌داند. او همچنین از ناحیه‌ای به نام توران در مدائن و روستایی به نام توران متعلق به هرات یاد می‌کند.[۳۲]

## نام امروزی
قزدار یا قصدار، نام شهری در بلوچستان در دوران قرون وسطی است. همچنین خضدار نام ناحیه و شهری در ایالت کلات پاکستان است.